# フランシスコ・ハビエル・ガルシア・ルイス
サリージャス（Salillas）ことフランシスコ・ハビエル・ガルシア・ルイス（Francisco Javier García Ruiz、1967年1月7日 - ）は、スペイン・アラゴン州サラゴサ出身の元サッカー選手。ポジションはFW。

## 経歴
1988年、出身地のレアル・サラゴサからデビューし、このシーズンは2得点した。1991年にセグンダ・ディビシオンのセルタ・デ・ビーゴに移籍し、37試合に出場して8得点し、プリメーラ・ディビシオン昇格を助けた。1994年にセグンダ・ディビシオンのUEリェイダに移籍し、2シーズンで28得点した。1996年にセグンダ・ディビシオンのビジャレアルCFに移籍し、2シーズンでやはり28得点した。1997-98シーズンの18得点の活躍により、クラブ史上初のプリメーラ・ディビシオン昇格を決めた。1999年にはレバンテUDに移籍し、2シーズンで37得点した。1999-2000シーズンにはセグンダ・ディビシオンの得点王に輝いた。
このように、セグンダ・ディビシオンのクラブに在籍した7シーズンで101得点した一方で、プリメーラ・ディビシオンのクラブに在籍した6シーズンでは9得点にとどまった。

## タイトル

### 個人
- セグンダ・ディビシオン得点王 : 1回 (1999-2000)